# Nicolaus Mattsen

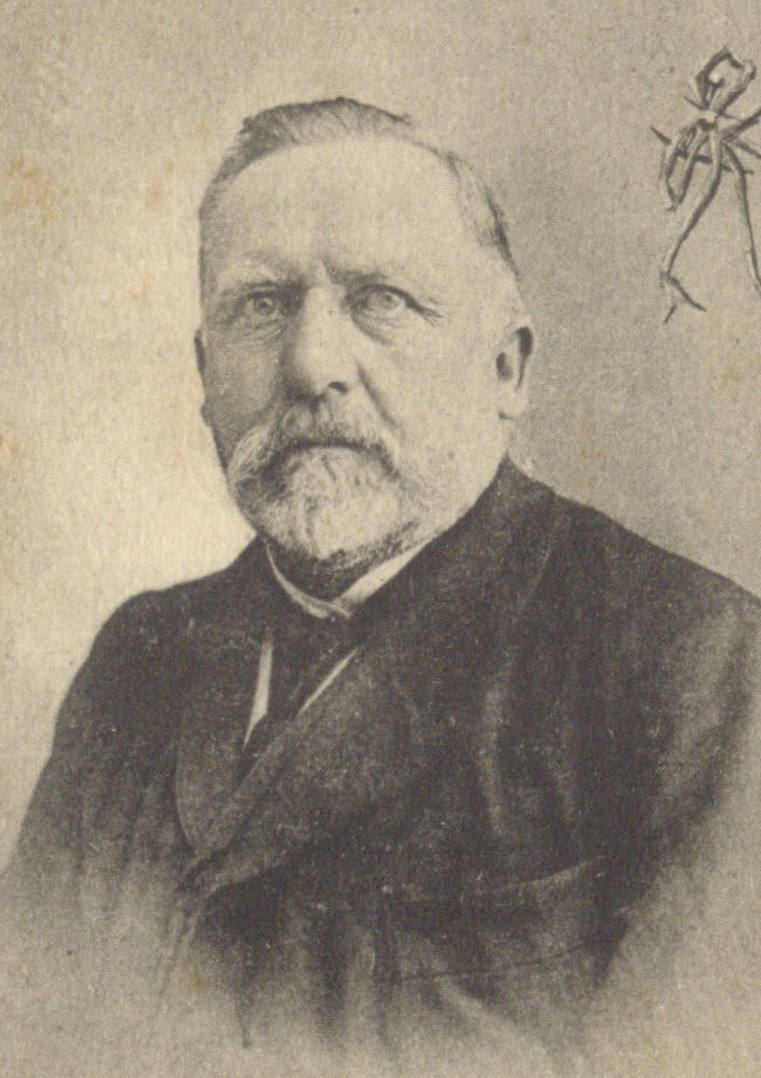
Nicolaus Mattsen, um 1905

Nicolaus Chr. Mattsen (* 14. März 1847 in Steinfeld; † 27. November 1924 Steinfeld) war Landwirt und Mitglied des Deutschen Reichstags. Zusammen mit seiner Frau, der Heimatdichterin Henni Mattsen engagierte er sich vor allem in der Region und war über mehrere Jahre der „populärste Mann im Kreis Schleswig“.

## Leben
Mattsen besuchte die Volksschule zu Steinfeld von 1853 bis 1861 und dann die Domschule in Schleswig bis 1863. Er entstammte einem bäuerlichen Geschlecht und war seit 1872 selbständiger Landwirt in Steinfeld. 1867/68 diente er im Husaren-Regiment Nr. 16 und nahm 1870/71 am Krieg gegen Frankreich teil.
Von 1903 bis 1907 war er Mitglied des Deutschen Reichstags für den Wahlkreis Provinz Schleswig-Holstein 3 Schleswig, Eckernförde und die Nationalliberale Partei. Zwischen 1916 und 1918 war er auch Mitglied des Preußischen Abgeordnetenhauses.
Dem Amtsbezirk Ulsnis stand er von 1907 bis 1921 vor.